# Tentativa de assassinato de Cristina Kirchner
A tentativa de assassinato de Cristina Kirchner, vice-presidente e ex-presidente da Argentina, ocorreu em Buenos Aires no dia 1.° de setembro de 2022. O suspeito é o brasilo-argentino Fernando André Sabag Montiel. A arma, uma pistola Bersa de calibre .32, estaria carregada com cinco balas, falhou e ele foi detido no local. O atentado teve ampla repercussão e recebeu condenação local e internacional, com diversas mensagens de solidariedade à política.
Kirchner estava chegando ao edifício onde mora, no bairro da Recoleta, quando desceu do carro para cumprimentar apoiadores. Neste momento, Montiel se aproximou, apontou a arma com a mão esquerda para a cabeça de Kirchner e apertou o gatilho, no entanto, a pistola emperrou e agentes de segurança o detiveram imediatamente, levando-o para uma delegacia na sequência. No dia seguinte, a polícia argentina apreendeu mais de cem balas de calibre 9mm no apartamento onde ele morava.
O presidente argentino Alberto Fernández convocou um discurso em rede nacional após o atentado, no qual repudiou o ataque, pediu à população para lutar contra o discurso de ódio e qualquer forma de violência, e decretou feriado nacional no dia seguinte, 2 de setembro.

## Suspeito
Fernando André Sabag Montiel (São Paulo, 13 de janeiro de 1987) é filho de mãe chilena e pai argentino, e estava radicado na Argentina desde 1993, onde trabalhava como motorista de aplicativo. Ele possuía o sol negro, um símbolo nazista, tatuado no cotovelo, se apresentava como "Fernando Salim Montiel" nas redes sociais e seguia grupos extremistas ligados ao radicalismo e ao discurso de ódio. Em 17 de março de 2021, Montiel foi detido e recebeu uma advertência por portar uma faca de 35 centímetros, que ele alegou ser para defesa pessoal. A motivação dele para o atentado ainda é incerta. Montiel foi acusado de tentativa de homicídio qualificado.

## Reações
- Cuba: O presidente Miguel Díaz-Canel afirmou que o país estava chocado e chamou o incidente de tentativa de assassinato.[23]
- Bolívia: Sacha Llorenti, anteriormente da Organização das Nações Unidas, postou em seu Twitter que "o ódio não prevalecerá".[23]
- Brasil: O então presidente Jair Bolsonaro emitiu uma nota dizendo lamentar o ocorrido.[24] O atual presidente e então candidato nas eleições em 2022, Luiz Inácio Lula da Silva postou em suas redes sociais que oferece suas solidariedades e agradeceu pela vice-presidente ter saído ilesa. Pediu ainda que o autor sofra as consequências legais e reiterou que “Esta violência e ódio politico que vêm sendo estimulados por alguns é uma ameaça à democracia na nossa região. Os democratas do mundo não tolerarão qualquer violência nas divergências políticas”.[25] A presidente do Partido dos Trabalhadores, Gleisi Hoffmann, disse que os ataques são resultado da violência política e do discurso de ódio.[23]
- Chile: O presidente Gabriel Boric mandou suas solidariedades pelo Twitter e disse que "o caminho é sempre o de debate de ideias e diálogo, nunca o das armas e da violência", e que a tentativa de assassinato seria condenada por todo o continente.[23]
- Espanha: O primeiro-ministro Pedro Sánchez disse em seu Twitter que "o ódio e a violência não triunfarão sobre a democracia", e ofereceu seu suporte a Kirchner e aos argentinos.[23]
- Vaticano: O papa Francisco telefonou para Kirchner e enviou um telegrama com a mensagem: "Rezo para que a harmonia social e o respeito aos valores democráticos sempre prevaleçam na amada Argentina".[23]